# Контруччи, Этторе
Этторе Контруччи (итал. Ettore Contrucci, исп. Héctor Contrucci; 15 января 1851, Прато — 14 декабря 1935) — итальянский дирижёр.
Воспитывался в Прато в детском приюте. Окончил Флорентийский музыкальный институт по классу фортепиано Рафаэло Кастелли, изучал также композицию у Теодуло Мабеллини. Дирижировал в различных флорентийских театрах, наиболее удачными работами в репертуаре Контруччи считались «Гугеноты» Джакомо Мейербера и «Аида» Джузеппе Верди (по настоянию Верди и его менеджеров Контруччи, в частности, в 1876 году заменил постоянного дирижёра Пизанской оперы при премьерной постановке «Аиды» в Пизе). Одновременно руководил во Флоренции вокальной школой (которую окончил, в частности, Тобиа Бертини).
В 1877 г. отправился в Мексику с оперной труппой, представив там, в частности, национальную премьеру «Аиды». С 1881 г. работал в Чили, где принял участие в праздновании столетия Андреса Бельо, сочинив для торжеств Большой триумфальный марш. В 1882 г. занял место второго дирижёра в Муниципальном театре Сантьяго. Затем в 1886—1888 гг. возглавлял Национальную консерваторию, вёл классы фортепиано, композиции и гармонии. Позднее руководил оперной труппой в Вальпараисо.